# Canadese hockeyploeg (mannen)
De Canadese hockeyploeg voor mannen is de nationale ploeg die Canada vertegenwoordigt tijdens interlands in het hockey. Het land was op het hoogste continentale niveau voor het eerst actief in 1964 toen het op de Olympische Spelen de 7e plaats haalde. Sindsdien was het nog drie keer present op de Spelen maar scoorde nooit beter dan de 10e plaats. Vijf keer werd deelgenomen aan het wereldkampioenschap met als beste resultaat de 8e plaats in 1998. Op de Champions Trophy hebben de Noord-Amerikanen nog nooit gespeeld. Op de eerste twee edities van het Pan-Amerikaans kampioenschap behaalden ze de zilveren medaille en in 2009 het goud. Vier jaar later was er weer zilver.

## Erelijst Canadese hockeyploeg
| Jaar | Champions Trophy | Pan-Amerikaans kampioenschap | Olympische Spelen          | Wereldkampioenschap      | Hockey World League Hockey Pro League |
| ---- | ---------------- | ---------------------------- | -------------------------- | ------------------------ | ------------------------------------- |
| 1964 |                  |                              | 7e OS 1964 Tokio           |                          |                                       |
| 1968 |                  |                              | geen deelname              |                          |                                       |
| 1970 |                  |                              |                            |                          |                                       |
| 1971 |                  |                              |                            | geen deelname            |                                       |
| 1972 |                  |                              | geen deelname              |                          |                                       |
| 1973 |                  |                              |                            | geen deelname            |                                       |
| 1974 |                  |                              |                            |                          |                                       |
| 1975 |                  |                              |                            | geen deelname            |                                       |
| 1976 |                  |                              | 10e OS 1976 Montreal       |                          |                                       |
| 1978 | geen deelname    |                              |                            | 11e WK 1978 Buenos Aires |                                       |
| 1980 | geen deelname    |                              | geen deelname              |                          |                                       |
| 1981 | geen deelname    |                              |                            |                          |                                       |
| 1982 | geen deelname    |                              |                            | geen deelname            |                                       |
| 1983 | geen deelname    |                              |                            |                          |                                       |
| 1984 | geen deelname    |                              | geen deelname              |                          |                                       |
| 1985 | geen deelname    |                              |                            |                          |                                       |
| 1986 | geen deelname    |                              |                            | 10e WK 1986 Londen       |                                       |
| 1987 | geen deelname    |                              |                            |                          |                                       |
| 1988 | geen deelname    |                              | 11e OS 1988 Seoel          |                          |                                       |
| 1989 | geen deelname    |                              |                            |                          |                                       |
| 1990 | geen deelname    |                              |                            | 11e WK 1990 Lahore       |                                       |
| 1991 | geen deelname    |                              |                            |                          |                                       |
| 1992 | geen deelname    |                              | geen deelname              |                          |                                       |
| 1993 | geen deelname    |                              |                            |                          |                                       |
| 1994 | geen deelname    |                              |                            | geen deelname            |                                       |
| 1995 | geen deelname    |                              |                            |                          |                                       |
| 1996 | geen deelname    |                              | geen deelname              |                          |                                       |
| 1997 | geen deelname    |                              |                            |                          |                                       |
| 1998 | geen deelname    |                              |                            | 8e WK 1998 Utrecht       |                                       |
| 1999 | geen deelname    |                              |                            |                          |                                       |
| 2000 | geen deelname    | PA 2000 Havana               | 10e OS 2000 Sydney         |                          |                                       |
| 2001 | geen deelname    |                              |                            |                          |                                       |
| 2002 | geen deelname    |                              |                            | geen deelname            |                                       |
| 2003 | geen deelname    |                              |                            |                          |                                       |
| 2004 | geen deelname    | PA 2004 London               | geen deelname              |                          |                                       |
| 2005 | geen deelname    |                              |                            |                          |                                       |
| 2006 | geen deelname    |                              |                            | geen deelname            |                                       |
| 2007 | geen deelname    |                              |                            |                          |                                       |
| 2008 | geen deelname    |                              | 10e OS 2008 Peking         |                          |                                       |
| 2009 | geen deelname    | PA 2009 Santiago             |                            |                          |                                       |
| 2010 | geen deelname    |                              |                            | 11e WK 2010 Mumbai       |                                       |
| 2011 | geen deelname    |                              |                            |                          |                                       |
| 2012 | geen deelname    |                              | geen deelname              |                          |                                       |
| 2013 |                  | PA 2013 Brampton             |                            |                          | 18e HWL 2012-13                       |
| 2014 | geen deelname    |                              |                            | geen deelname            |                                       |
| 2015 |                  |                              |                            |                          | 8e HWL 2014-15                        |
| 2016 | geen deelname    |                              | 11e OS 2016 Rio de Janeiro |                          |                                       |
| 2017 |                  | PA 2017 Lancaster            |                            |                          | 10e HWL 2016-17                       |
| 2018 | geen deelname    |                              |                            | 11e WK 2018 Bhubaneswar  |                                       |
| 2019 |                  |                              |                            |                          | geen deelname                         |
| 2021 |                  |                              | 12e OS 2020 Tokio          |                          | geen deelname                         |
| 2022 |                  | PA 2022 Santiago             |                            |                          | geen deelname                         |
| 2023 |                  |                              |                            | geen deelname            | geen deelname                         |
| 2024 |                  |                              | geen deelname              |                          | geen deelname                         |